# Xosé Filgueira Valverde
Xosé Fernando Filgueira Valverde (Pontevedra, 28 de outubro de 1906 - Pontevedra, 13 de setembro de 1996) foi um historiador e escritor galego. Trata-se de uma figura conflituosa e ao tempo importante para o século XX galego.

## Biografia
Licenciou-se em Direito na Universidade de Santiago de Compostela, em 1927, e em Filosofia e Letras na Universidade de Saragoça, em 1936. Em 1959 diplomou-se em psicologia.
Foi professor ajudante de literatura no Instituto de Pontevedra, em 1927, conseguindo a cátedra em 1933. Dois anos mais tarde era catedrático da mesma especialidade num instituto de Barcelona para passar, o mesmo ano, ao de Lugo e, em 1940, ao Instituto Sánchez Cantón de Pontevedra. Foi diretor deste último de 1946 até sua jubilação em 1976.
Em 1923 -com 17 anos- fundou, com Lois Tobío e Fermín Bouza Brey, o Seminário de Estudos Galegos onde dirigiu a seção de História da Literatura até 1936. Anos depois dirigiria o Instituto Padre Sarmiento. 
Participou na criação do Museu Provincial de Pontevedra em 1927, do qual foi secretário até 1942, ano no qual se converte no seu diretor. Também chegou a dirigir a casa Museu de Rosalia de Castro.
Participou sempre do galeguismo, sendo membro desde os começos do Partido Galeguista. Em Maio de 1935 encabeçou um grupo de militantes deste partido em Pontevedra que abandonam o partido como protesto pela política de pactos com a esquerda, organizando a Direita Galeguista. Quando ocorreu o golpe militar contra a República apoiou os insurgentes com proclamas na rádio e, posteriormente, ocuparia cargos públicos no franquismo como presidente da Câmara Municipal de Pontevedra entre 1959 e 1968, procurador em Cortes e, já na democracia, como conselheiro de cultura em 1982 e 1983. 
Como presidente da Câmara de Pontevedra estimulou a ação cultural e promoveu numerosas medidas dirigidas à conservação do conjunto histórico e monumental de Pontevedra. 
No eido cultural e de promoção da língua, presidiu também o Conselho da Cultura Galega (de 1991 até sua morte em 1996) e foi membro da Real Academia Galega (de 27 de Julho de 1941 até o seu falecimento) e de outras academias das Artes, de Ciências, de Arqueologia, Folclore, etc. Recebeu o Prêmio Trasalba em 1990.

## Obra bibliográfica
- Os nenos (1925)
- O vigairo: ensaio simbólico, orixinal e inédito (1927)
- Agromar. Farsa pra rapaces (1936) [assinado sob o pseudônimo J. Acuña)
- Formas periódicas en la lírica medieval gallega (1947)
- Santiago de Compostela. Guía de sus monumentos e itinerarios (1950)
- La artesanía en Galicia (1953)
- Camoens, conmemoración del centenario de "Os Lusiadas" (1958)
- Pontevedra, la tierra y sus gentes (1967)
- Cancioneiriño novo de Compostela (1969)
- Quintana viva (1971)
- Sobre la lírica medieval gallega y sus perduraciones (1977)
- Los canteros gallegos (1976)
- El almirante pontevedrés Sarmiento de Gamboa: descubridor, cronista, poeta (1980)
- A poesía medieval galego-portuguesa fóra dos seus lindeiros (1980)
- Afonso X e Galicia, unha escolma de cantigas (1980)
- Historias de Compostela (1982)
- La escultura gallega, el centenario de Francisco Asorey (1991)
- O arquivo do Museo de Pontevedra, unha guía sucinta (1991)
- Estudios sobre lírica medieval: traballos dispersos (1927-1987) (1992)
- Arredor do libro: artigos de bibliografía (1996)
- Antoloxía do conto galego de medo (1996)